# Festival Internacional de Cine de San Sebastián 1972
La 20.ª edición del Festival Internacional de Cine de San Sebastián tuvo lugar entre el 10 y el 19 de julio de 1972. En esta edición continuaba teniendo la categoría A de la FIAPF como festival competitivo no especializado.

## Desarrollo
El Festival fue inaugurado el 10 de julio en el Museo San Telmo por el director del festival, Miguel de Echarri Gamundi, y el director general de Cultura Popular y Espectáculos, Jaime Delgado Martín. AL mismo tiempo, al Museo se inauguró dos exposiciones, "La fiesta taurina y el cine", presentada por Luis Gómez Mesa, y otra dedicada a los 19 años del Festival. Abrió el festival El rey del rodeo de Sam Peckinpah, protagonizada por Steve McQueen. Estuvieron presentes Mikaela, María Montez, José Nieto, Antonio Casas, Rafael Alonso, Trevor Howard y Howard Hawks, miembro del jurado y objeto de una retrospectiva de 14 películas. El día 11 se proyectaron la soviética Tiepló tvoikh ruk (El calor de tus manos), proyección a la que asistió su protagonista, Sofiko Txiaureli, y la española La duda. El día 13 se proyectó la checoslovaca Svatba bez prstýnku y en la sección informativa la alemana Les campanes de Silèsia de Peter Fleischmann. El día 14 la soviética Lăutarii y la británica La muchacha que llegó de la lluvia, así como el cortometraje La fábrica de Ernesto Blasi. El día 15 la norteamericana The Glass House y la francesa Églantine dirigida por Jean-Claude Brialy, que en la edición anterior había actuado con la ganadora de la anterior edición La rodilla de Claire, y que contó con la presencia de la protagonista Valentine Tessier y el productor Jacques Charrier. Los días 16 y 17 se proyectaron la española Morbo, protagonizada por Ana Belén y Víctor Manuel, la británica Follow Me!, la húngara Meztelen vagy y la portuguesa Uma Abelha na Chuva. El día 18 La policía agradece y la polaca Zabijcie czarną owcę. El día 19 se proyectaron El hombre del cerebro transplantado y The Culpepper Cattle Co., y fue clausurada con la entrega de premios y la proyección de ¿Qué me pasa, doctor?.

## Jurados
Jurado Oficial
- Howard Hawks
- Michael Birkett
- Diego Fabbri
- Félix Máriássy
- Juanjo Menéndez
- Marie-José Nat
- Nino Quevedo

## Películas

### Programa Oficial
Las 16 películas siguientes fueron presentadas en el programa oficial:
| Título en España                    | Título original           | Director(es)                     | País            |
| ----------------------------------- | ------------------------- | -------------------------------- | --------------- |
| Églantine                           | Églantine                 | Jean-Claude Brialy               | Francia         |
| Sígueme                             | Follow Me!                | Carol Reed                       | Reino Unido     |
| El rey del rodeo                    | Junior Bonner             | Sam Peckinpah                    | EE. UU.         |
| El hombre del cerebro transplantado | L'Homme au cerveau greffé | Jacques Doniol-Valcroze          | Francia         |
| La duda                             | La duda                   | Rafael Gil                       | España          |
| La policía agradece                 | 'La Polizia ringrazia     | Stefano Vanzina                  | Italia          |
| Fiddlers                            | Lăutarii                  | Emil Loteanu                     | URSS            |
| Meztelen vagy                       | Meztelen vagy             | Imre Gyöngyössy                  | Hungría         |
| Morbo                               | Morbo                     | Gonzalo Suárez                   | España          |
| La muchacha que llegó de la lluvia  | Something to Hide         | Alastair Reid                    | Reino Unido     |
| Svatba bez prstýnku                 | Svatba bez prstýnku       | Vladimír Čech                    | República Checa |
| Coraje, sudor y pólvora             | The Culpepper Cattle Co   | Dick Richards                    | EE.UU.          |
| La casa de cristal                  | The Glass House           | Tom Gries                        | EE.UU.          |
| Tiepló tvoikh ruk                   | Tiepló tvoikh ruk         | Xota Managadze y Nodar Managadze | URSS            |
| Uma Abelha na Chuva                 | Uma Abelha na Chuva       | Fernando Lopes                   | Portugal        |
| Zabijcie czarną owcę                | Zabijcie czarną owcę      | Jerzy Passendorfer               | Polonia         |

### Fuera de concurso
| Título en España      | Título original | Director(es)      | País   |
| --------------------- | --------------- | ----------------- | ------ |
| ¿Qué me pasa, doctor? | What's Up Doc?  | Peter Bogdanovich | EE.UU. |

## Palmarés
Ganadores de la Sección no oficial del 20º Festival Internacional de Cine de San Sebastián de 1972:
- Concha de Oro a la mejor película: La casa de cristal de Tom Gries
- Concha de Oro al mejor cortometraje: Le chavalanthrope, de Mario Ruspoli
- Concha de Plata a la mejor dirección:
  - La policía agradece de Stefano Vanzina
  - Églantine de Jean-Claude Brialy
- Concha de Plata y Premio Especial del Jurado: Lăutarii de Emil Loteanu
- Concha de Plata a la mejor actriz:  Mia Farrow, por Sígueme
- Concha de Plata al mejor actor:
  - Fernando Rey, por La duda
  - Chaim Topol, por Sígueme
- Mención especial del Jurado: Ana Belén